# Вурден
Вурден (нід. Woerden, нід. вимова: [ˈʋuːrdə(n)] ( прослухати)) — місто і муніципалітет у Нідерландах, у провінції Утрехт.

## Населені пункти муніципалітету
Крім безпосередньо місто Вурдена до складу однойменного муніципалітету входять наступні населені пункти:
Села
- Гармелен
- Зегвелд
- Камерік
- Каніс

Селища
- Ауд-Камерік
- Барваутсвардер
- Бревелд
- Бредейк
- Гармелервард
- Гаутдейкен
- Герверскоп
- Гестдорп
- Камерік-Мейзейде
- Меє (частково)
- Реєрскоп
- Рітвелд
- Текоп

## Визначні мешканці
- Лео Гестел (1881-1941) — нідерландський художник-модерніст
- Естер Верґер (нар. 1981) — нідерландська тенісистка (теніс на візках)
- Еллен ван Дайк (нар. 1987) — нідерландська велогонщиця